# Ludvík IV. Hesenský
Ludvík IV. Hesenský (celým jménem: Friedrich Wilhelm Ludwig Karl; 12. září 1837 Darmstadt – 13. března 1892 Darmstadt) byl velkovévoda hesenský, vládnoucí od 13. června 1877 do své smrti. Přes své děti byl spojen s britskou královskou rodinou, carskou rodinou v Rusku a dalšími královskými evropskými rodinami.

## Mládí
Narodil se v Darmstadtu jako syn prince Karla Hesenského a jeho manželky princezny Alžběty Pruské, vnučky pruského krále Fridricha Viléma II.

## Manželství a potomci
Dne 1. července 1862 se na ostrově Wight oženil s princeznou Alicí, třetím dítětem britské královny Viktorie a jejího manžela prince Alberta Sasko-Kobursko-Gothajského. V den svatby královna vydala patent, kterým udělila svému novému zeti titul Královská Výsost. Tento titul platil jen ve Velké Británii, ale ne v německé konfederaci kde byl Velkovévodskou Výsostí. Později mu královna udělila Podvazkový řád.
Pár měl 7 dětí:
- Viktorie Hesensko-Darmstadtská (5. dubna 1863 – 24. září 1950), ⚭ 1884 Ludvík z Battenbergu (24. května 1854 – 11. září 1921)
- Alžběta Hesensko-Darmstadtská (1. listopadu 1864 – 18. července 1918), po konverzi přijala jméno Alžběta (Jelizaveta) Fjodorovna, zavražděna bolševiky ⚭ 1884 Sergej Alexandrovič Romanov (11. května 1857 – 17. února 1905), ruský velkokníže, zavražděn atentátníkem
- Irena Hesensko-Darmstadtská (11. července 1866 – 11. listopadu 1953), ⚭ 1888 Jindřich Pruský (14. srpna 1862 – 20. dubna 1929)
- Arnošt Ludvík Hesenský (25. listopadu 1868 – 9. října 1937), poslední hesenský vekovévoda,
⚭ 1894 Viktorie Melita Sasko-Koburská (25. listopadu 1876 – 2. března 1936), rozvedli se v roce 1901
⚭ 1905 Eleonora ze Solms-Hohensolms-Lich (17. září 1871 – 16. listopadu 1937)
- Fridrich Hesenský (7. října 1870 – 29. května 1873)
- Alexandra Fjodorovna Ruská (6. června 1872 – 17. července 1918), ⚭ 1894 Mikuláš II. Alexandrovič (18. května 1868 – 17. července 1918), polský král, finský velkokníže a ruský car v letech 1894–1917, po bolševické revoluci v Rusku v roce 1917 byla spolu s manželem a rodinou zavražděna ve vyhnanství
- Marie Hesenská (24. května 1874 – 16. listopadu 1878)

## Vojenská kariéra
Roku 1866 během prusko-rakouské války velel Ludvík hesenské kavalerii bojující na rakouské straně. V letech 1870-1871 během prusko-francouzské války vedl hesenskou armádu Severoněmeckého spolku.

## Velkovévoda Hesenský
Dne 13. června 1877 se stal nástupcem svého strýce na velkovévodský trůn v Hesensku a přijal jméno Ludvík IV.

## Druhé manželství a smrt
Poté, když roku 1878 zemřela jeho manžela Alice, dne 30. dubna 1884 uzavřel morganatické manželství s Alexandrinou Hutten-Czapskou, bývalou ženou Alexandra Kolemina, ruského chargé d'affaires v Darmstadtu. Jeho druhá manželka obdržela titul hraběnka z Romrodu. Manželství bylo kvůli rozruchu v rodině do roka anulováno.
Zemřel 13. března 1892. Jeho nástupcem se stal syn Arnošt Ludvík. Byl pohřben v Rosenhöhe, v mauzoleu pro hesenský velkovévodský rod.

## Tituly a oslovení
- 12. září 1837 – 13. června 1877: Jeho velkovévodská Výsost princ Ludvík Hesenský
- 1. července 1862 – 13. června 1877: (jen ve Velké Británii) Jeho královská Výsost princ Ludvík Hesenský
- 13. června 1877 – 13. března 1892: Jeho královská Výsost vévoda hesenský

## Vývod z předků
|                     |                                       |  |                     |                                                            |  |  |  |  |  |  |  | Ludvík IX. Hesensko-Darmstadtský |
|                     |                                       |  |                     |                                                            |  |  |  |  |  |  |  |                                  |
|                     | Ludvík I. Hesenský                    |  |                     |                                                            |  |  |  |  |  |  |  |                                  |
|                     |                                       |  |                     |                                                            |  |  |  |  |  |  |  |                                  |
|                     |                                       |  |                     | Karolína Falcko-Zweibrückenská                             |  |  |  |  |  |  |  |                                  |
|                     |                                       |  |                     |                                                            |  |  |  |  |  |  |  |                                  |
|                     | Ludvík II. Hesenský                   |  |                     |                                                            |  |  |  |  |  |  |  |                                  |
|                     |                                       |  |                     |                                                            |  |  |  |  |  |  |  |                                  |
|                     |                                       |  |                     | Jiří Vilém Hesensko-Darmstadtský                           |  |  |  |  |  |  |  |                                  |
|                     |                                       |  |                     |                                                            |  |  |  |  |  |  |  |                                  |
|                     | Luisa Hesensko-Darmstadtská           |  |                     |                                                            |  |  |  |  |  |  |  |                                  |
|                     |                                       |  |                     |                                                            |  |  |  |  |  |  |  |                                  |
|                     |                                       |  |                     | Marie Luisa Albertina Leiningensko-Falkenbursko-Dagsburská |  |  |  |  |  |  |  |                                  |
|                     |                                       |  |                     |                                                            |  |  |  |  |  |  |  |                                  |
|                     | Karel Hesenský                        |  |                     |                                                            |  |  |  |  |  |  |  |                                  |
|                     |                                       |  |                     |                                                            |  |  |  |  |  |  |  |                                  |
|                     |                                       |  |                     | Karel Fridrich Bádenský                                    |  |  |  |  |  |  |  |                                  |
|                     |                                       |  |                     |                                                            |  |  |  |  |  |  |  |                                  |
|                     | Karel Ludvík Bádenský                 |  |                     |                                                            |  |  |  |  |  |  |  |                                  |
|                     |                                       |  |                     |                                                            |  |  |  |  |  |  |  |                                  |
|                     |                                       |  |                     | Karolína Luisa Hesensko-Darmstadtská                       |  |  |  |  |  |  |  |                                  |
|                     |                                       |  |                     |                                                            |  |  |  |  |  |  |  |                                  |
|                     | Vilemína Luisa Bádenská               |  |                     |                                                            |  |  |  |  |  |  |  |                                  |
|                     |                                       |  |                     |                                                            |  |  |  |  |  |  |  |                                  |
|                     |                                       |  |                     | Ludvík IX. Hesensko-Darmstadtský                           |  |  |  |  |  |  |  |                                  |
|                     |                                       |  |                     |                                                            |  |  |  |  |  |  |  |                                  |
|                     | Amálie Hesensko-Darmstadtská          |  |                     |                                                            |  |  |  |  |  |  |  |                                  |
|                     |                                       |  |                     |                                                            |  |  |  |  |  |  |  |                                  |
|                     |                                       |  |                     | Karolína Falcko-Zweibrückenská                             |  |  |  |  |  |  |  |                                  |
|                     |                                       |  |                     |                                                            |  |  |  |  |  |  |  |                                  |
| Ludvík IV. Hesenský |                                       |  |                     |                                                            |  |  |  |  |  |  |  |                                  |
|                     |                                       |  |                     |                                                            |  |  |  |  |  |  |  |                                  |
|                     |                                       |  | August Vilém Pruský |                                                            |  |  |  |  |  |  |  |                                  |
|                     |                                       |  |                     |                                                            |  |  |  |  |  |  |  |                                  |
|                     | Fridrich Vilém II.                    |  |                     |                                                            |  |  |  |  |  |  |  |                                  |
|                     |                                       |  |                     |                                                            |  |  |  |  |  |  |  |                                  |
|                     |                                       |  |                     | Luisa Amálie Brunšvicko-Wolfenbüttelská                    |  |  |  |  |  |  |  |                                  |
|                     |                                       |  |                     |                                                            |  |  |  |  |  |  |  |                                  |
|                     | Vilém Pruský                          |  |                     |                                                            |  |  |  |  |  |  |  |                                  |
|                     |                                       |  |                     |                                                            |  |  |  |  |  |  |  |                                  |
|                     |                                       |  |                     | Ludvík IX. Hesensko-Darmstadtský                           |  |  |  |  |  |  |  |                                  |
|                     |                                       |  |                     |                                                            |  |  |  |  |  |  |  |                                  |
|                     | Frederika Luisa Hesensko-Darmstadtská |  |                     |                                                            |  |  |  |  |  |  |  |                                  |
|                     |                                       |  |                     |                                                            |  |  |  |  |  |  |  |                                  |
|                     |                                       |  |                     | Karolína Falcko-Zweibrückenská                             |  |  |  |  |  |  |  |                                  |
|                     |                                       |  |                     |                                                            |  |  |  |  |  |  |  |                                  |
|                     | Alžběta Pruská                        |  |                     |                                                            |  |  |  |  |  |  |  |                                  |
|                     |                                       |  |                     |                                                            |  |  |  |  |  |  |  |                                  |
|                     |                                       |  |                     | Fridrich IV. Hesensko-Homburský                            |  |  |  |  |  |  |  |                                  |
|                     |                                       |  |                     |                                                            |  |  |  |  |  |  |  |                                  |
|                     | Fridrich V. Hesensko-Homburský        |  |                     |                                                            |  |  |  |  |  |  |  |                                  |
|                     |                                       |  |                     |                                                            |  |  |  |  |  |  |  |                                  |
|                     |                                       |  |                     | Ulrika Luisa ze Solms-Braunfels                            |  |  |  |  |  |  |  |                                  |
|                     |                                       |  |                     |                                                            |  |  |  |  |  |  |  |                                  |
|                     | Marie Anna Hesensko-Homburská         |  |                     |                                                            |  |  |  |  |  |  |  |                                  |
|                     |                                       |  |                     |                                                            |  |  |  |  |  |  |  |                                  |
|                     |                                       |  |                     | Ludvík IX. Hesensko-Darmstadtský                           |  |  |  |  |  |  |  |                                  |
|                     |                                       |  |                     |                                                            |  |  |  |  |  |  |  |                                  |
|                     | Karolína Hesensko-Darmstadtská        |  |                     |                                                            |  |  |  |  |  |  |  |                                  |
|                     |                                       |  |                     |                                                            |  |  |  |  |  |  |  |                                  |
|                     |                                       |  |                     | Karolína Falcko-Zweibrückenská                             |  |  |  |  |  |  |  |                                  |
|                     |                                       |  |                     |                                                            |  |  |  |  |  |  |  |                                  |